# Tomocyrba
Genre
Tomocyrba est un genre d'araignées aranéomorphes de la famille des Salticidae.

## Distribution
Les espèces de ce genre sont endémiques de Madagascar.

## Liste des espèces
Selon World Spider Catalog (version 18.0, 24/05/2017) :
- Tomocyrba barbata Simon, 1900
- Tomocyrba berniae Szüts & Scharff, 2009
- Tomocyrba decollata Simon, 1900
- Tomocyrba griswoldi Szüts & Scharff, 2009
- Tomocyrba thaleri Szüts & Scharff, 2009
- Tomocyrba ubicki Szüts & Scharff, 2009

## Publication originale
- Simon, 1900 : Descriptions d'arachnides nouveaux de la famille des Attidae. Annales de la Société Entomologique de Belgique, vol. 44, p. 381-407 (texte intégral).